# Omer Beriziky
Jean Omer Beriziky (Antsirabe Nord, 9 settembre 1950) è un diplomatico e politico malgascio.
Ha ricoperto la carica di Primo ministro del Madagascar dal 2 novembre 2011 al 16 aprile 2014.